# Massimo Donati
Massimo Donati (Santa Maria a Monte, Toscana, 18 de gener de 1967) és un ciclista italià, que fou professional entre 1993 i 2002.
En el seu palmarès destaca una victòria d'etapa a la Volta a Catalunya de 1994 i diverses curses d'un dia italianes, com la Coppa Agostoni (1999), les Tres Valls Varesines (2000) i el Giro del Laci (2001).

## Palmarès
- 1989
  - 1r al Giro di Valle Aretine
- 1990
  - 1r al Gran Premi de la Indústria del marbre
- 1991
  - 1r a la Coppa Ciuffenna
- 1992
  - 1r a la Freccia dei Vini
- 1994
  - Vencedor d'una etapa de la Volta a Catalunya
- 1995
  - 1r al Gran Premi Sanson
  - Vencedor d'una etapa de la Setmana Ciclista Lombarda
- 1996
  - Vencedor d'una prova del Trofeo dello Scalatore
- 1998
  - 1r al Trofeo dello Scalatore i vencedor de dos proves
  - Vencedor d'una etapa de la Volta a Àustria
  - Vencedor d'una etapa del Giro de la Pulla
- 1999
  - 1r al Gran Premi de la vila de Camaiore
  - 1r a la Coppa Agostoni
  - Vencedor d'una prova del Trofeo dello Scalatore
- 2000
  - 1r als Tres Valls Varesines
  - Vencedor d'una prova del Trofeo dello Scalatore
- 2001
  - 1r al Giro del Laci

### Resultats al Tour de França
- 1995. 72è de la classificació general
- 1996. 70è de la classificació general
- 1998. 50è de la classificació general
- 2002. Abandona (17a etapa)

### Resultats a la Volta a Espanya
- 1993. Abandona
- 1994. 46è de la classificació general

### Resultats al Giro d'Itàlia
- 1995. Abandona
- 1996. 48è de la classificació general
- 1997. 38è de la classificació general
- 1999. 47è de la classificació general
- 2000. 53è de la classificació general